# Leonie Schwertmann
Leonie Schwertmann (* 12. Januar 1994 in Münster) ist eine ehemalige deutsche Volleyball-Nationalspielerin.

## Karriere
Leonie Schwertmann spielte in der Jugend Volleyball in Hessen beim TSV Frankenberg und beim TV Biedenkopf. 2009 spielte sie beim TV 05 Wetter in der Zweiten Bundesliga Süd. 2010 kam sie ins Sportinternat Münster, dort trainierte sie am Bundesstützpunkt und sie spielte zunächst im Nachwuchsteam in der Zweiten Bundesliga Nord. Von 2012 bis 2017 stand die Mittelblockerin im Bundesligakader des USC. Anschließend wechselte Schwertmann für zwei Spielzeiten zum Ligakonkurrenten Rote Raben Vilsbiburg. 2019 bekam sie ihren ersten Vertrag im Ausland bei Les Mariannes Paris. 2020 kehrte sie in die deutsche Bundesliga zurück zu den Ladies in Black Aachen. Mit Aachen erreichte sie im DVV-Pokal 2020/21 das Viertelfinale und unterlag als Tabellenachte der Bundesliga-Hauptrunde im Playoff-Viertelfinale gegen den Dresdner SC. Auch in der Saison 2021/22 spielte Schwertmann für die Ladies in Black und beendete danach ihre Karriere.
2011 wurde Leonie Schwertmann mit der deutschen Jugend-Nationalmannschaft Fünfte bei den U18-Weltmeisterschaften und 2012 Fünfte bei den U19-Europameisterschaften. Mit der Juniorinnen-Nationalmannschaft belegte sie 2013 bei den U23-Weltmeisterschaften in Mexiko Platz acht. 2014 debütierte sie in der A-Nationalmannschaft beim 3:0-Sieg über Polen beim Europaligaspiel Anfang Juli in Oldenburg.